# Miroslav Linhart (fotbalista Bohemians)
Miroslav Linhart (* 7. února 1951) je bývalý český fotbalový záložník. Žije v Brandýse nad Labem-Staré Boleslavi. Jeho otec Miroslav Linhart a bratranec Josef Linhart byli také prvoligovými fotbalisty.

## Hráčská kariéra
V československé lize hrál za Bohemians ČKD Praha ve čtyřech utkáních, aniž by skóroval. Debutoval ve středu 1. dubna 1970 v Žilině v zápase s domácím mužstvem ZVL (prohra 1:4). Naposled se v nejvyšší soutěži objevil ve středu 6. května téhož roku v domácím zápase s TJ Gottwaldov (dobový název Zlína), který hostitelé vyhráli 3:0.

### Prvoligová bilance
| Ročník             | Zápasy | Góly | Minuty | Klub                   |
| ------------------ | ------ | ---- | ------ | ---------------------- |
| I. liga 1969/70    | 4      | 0    | 335    | TJ Bohemians ČKD Praha |
| CELKEM I. ČS. LIGA | 4      | 0    | 335    |                        |